# Histoire du PDF
 (novembre 2023).
La mise en forme du texte ne suit pas les recommandations de Wikipédia : il faut le « wikifier ».
Les points d'amélioration suivants sont les cas les plus fréquents. Le détail des points à revoir est peut-être précisé sur la page de discussion.
- Les titres sont pré-formatés par le logiciel. Ils ne sont ni en capitales, ni en gras.
- Le texte ne doit pas être écrit en capitales (les noms de famille non plus), ni en gras, ni en italique, ni en « petit »…
- Le gras n'est utilisé que pour surligner le titre de l'article dans l'introduction, une seule fois.
- L'italique est rarement utilisé : mots en langue étrangère, titres d'œuvres, noms de bateaux, etc.
- Les citations ne sont pas en italique mais en corps de texte normal. Elles sont entourées par des guillemets français : « et ».
- Les listes à puces sont à éviter, des paragraphes rédigés étant largement préférés. Les tableaux sont à réserver à la présentation de données structurées (résultats, etc.).
- Les appels de note de bas de page (petits chiffres en exposant, introduits par l'outil «  Source ») sont à placer entre la fin de phrase et le point final[comme ça].
- Les liens internes (vers d'autres articles de Wikipédia) sont à choisir avec parcimonie. Créez des liens vers des articles approfondissant le sujet. Les termes génériques sans rapport avec le sujet sont à éviter, ainsi que les répétitions de liens vers un même terme.
- Les liens externes sont à placer uniquement dans une section « Liens externes », à la fin de l'article. Ces liens sont à choisir avec parcimonie suivant les règles définies. Si un lien sert de source à l'article, son insertion dans le texte est à faire par les notes de bas de page.
- La présentation des références doit suivre les conventions bibliographiques. Il est recommandé d'utiliser les modèles {{Ouvrage}}, {{Chapitre}}, {{Article}}, {{Lien web}} et/ou {{Bibliographie}}. Le mode d'édition visuel peut mettre en forme automatiquement les références.
- Insérer une infobox (cadre d'informations à droite) n'est pas obligatoire pour parachever la mise en page.

Pour une aide détaillée, merci de consulter Aide:Wikification.
Si vous pensez que ces points ont été résolus, vous pouvez retirer ce bandeau et améliorer la mise en forme d'un autre article.
 (décembre 2024).
Le Portable Document Format a été développé par Adobe Systems et a été présenté lors de la conférence Windows et OS/2 en janvier 1993. Il est resté un format propriétaire jusqu'à sa publication en tant que norme ouverte en 2008. Depuis lors, il est placé sous le contrôle du comité de l’Organisation internationale de normalisation (ISO), constitué d'experts bénévoles de l'industrie.
PDF a été élaboré dans le but de faciliter le partage de documents, y compris le formatage de texte et des images en ligne, entre utilisateurs d'ordinateurs de plates-formes disparates qui pourraient ne pas avoir accès à des logiciels d'application mutuellement compatibles. Il a été conçu par une équipe de recherche et développement appelée Camelot, dirigée par le cofondateur d'Adobe, John Warnock. Le PDF était l'un des nombreux formats concurrents, tels que DjVu, Envoy, Common Ground Digital Paper, Farallon Replica, et même le format PostScript d'Adobe. Au cours des premières années précédant l'essor du World Wide Web et des documents HTML, le format PDF était principalement populaire dans les flux de travail de publication assistée par ordinateur.
L'adoption initiale du format PDF a été marquée par une lenteur notable dans son histoire. En effet, le conseil d'administration d'Adobe a cherché à mettre fin au développement du format, estimant qu'il y avait peu de demande pour celui-ci. De plus, Adobe Acrobat, la suite d'Adobe permettant la lecture et la création de fichiers PDF, n'était pas disponible gratuitement. Les premières versions de PDF ne prenaient pas en charge les hyperliens externes, ce qui limitait son utilité sur Internet. La taille plus importante d'un document PDF par rapport au texte brut entraînait des temps de téléchargement plus longs, en particulier avec les modem plus lents couramment utilisés à l'époque. De plus, le rendu des fichiers PDF était lent sur les machines moins puissantes de l'époque.
Adobe a commencé à distribuer gratuitement son programme Adobe Reader (aujourd'hui Acrobat Reader) à partir de la version 2.0. Ils ont également maintenu le support du format PDF original, qui a finalement évolué pour devenir le standard de facto pour les documents électroniques au format fixe.
En 2008, la spécification PDF 1.7 d'Adobe Systems a été adoptée en tant que norme ISO 32000:1:2008. Par la suite, le développement continu du format PDF, y compris la version PDF 2.0, est dirigé par le TC 171 SC 2 WG 8 de l'ISO, avec la participation active d'Adobe Systems et d'autres experts du domaine.

## Spécifications Adobe
De 1993 à 2006, Adobe Systems a apporté plusieurs modifications à la spécification du format PDF afin d'incorporer de nouvelles fonctionnalités. Certains aspects des extensions de niveau d'Adobe publiées après 2006 ont été intégrés dans les versions préliminaires de la norme ISO 32000-2 (PDF 2.0). Cependant, il est important de noter que les développeurs sont avertis que les extensions d'Adobe ne font pas partie intégrante de la norme PDF.
| Version                     | Edition        | Year of publication | New features | Acrobat Reader version support |
| --------------------------- | -------------- | ------------------- | --- | ------------------------------ |
| 1.0                         | First          | 1993                | Texte, images, pages, liens hypertexte, signets, croquis miniatures. | Carousel                       |
| 1.1                         | First, revised | 1994                | Mots de passe, cryptage (MD5, RC4 40 bits), couleurs indépendantes du périphérique, threads et liens, format binaire pour des fichiers plus petits. | 2.0                            |
| 1.2                         | First, revised | 1996                | Éléments interactifs de la page (boutons radio, cases à cocher, etc.) ; formulaires interactifs à remplir (AcroForm) ; Format de données de formulaires (FDF) pour des données de formulaire interactives pouvant être importées, exportées, transmises et reçues depuis le Web ; événements de la souris ; reproduction externe de vidéos ; reproduction de sons externes ou intégrés ; compression zlib/deflate de données texte ou binaires ; Unicode ; fonctionnalités de couleur avancées et mise en mémoire tampon d'image. | 3.0                            |
| 1.3                         | Second         | 2000                | Signatures numériques ; espaces colorimétriques ICC et DeviceN ; actions JavaScript ; flux de fichiers intégrés de tout type (par exemple, utilisés pour les pièces jointes) ; nouveaux types d'annotations ; nouvelles fonctionnalités du modèle d'imagerie Adobe PostScript Language Level 3 ; images masquées ; représentations alternatives pour les images ; ombrage en douceur ; numérotation de pages améliorée ; capture Web, une fonctionnalité pour capter des informations depuis le World Wide Web et les convertir en PDF ; représentation de la structure logique indépendamment de la structure graphique ; support supplémentaire pour les CIDFonts ; structures de données pour mapper des chaînes et des nombres vers des objets PDF ; informations pour le support des flux de production prépresse ; nouvelles fonctions pour plusieurs types d'objets de fonction qui représentent des classes de fonctions paramétrées ; Acrobat Forms JavaScript Object Specification Version 4.05. | 4.0                            |
| 1.4                         | Third          | 2001                | JBIG2 ; transparence ; longueurs de clé de chiffrement RC4 supérieures à 40 bits (40 à 128 bits) ; améliorations des formulaires interactifs et du Format de Données de Formulaires (FDF) ; soumissions de formulaires XML, fichiers FDF intégrés, spécification Unicode des valeurs d'exportation de champ, collaboration à distance et signatures numériques dans les fichiers FDF ; accessibilité pour les utilisateurs handicapés ; flux de métadonnées utilisant la plateforme de métadonnées extensible (XMP) ; PDF balisé ; inclusion des repères d'impression ; affichage et prévisualisation des limites de page liées à la production ; nouveaux CMaps prédéfinis ; présentations alternatives ; importation de contenu d'un document PDF dans un autre ; entrée EmbeddedFiles dans le dictionnaire des noms du document PDF, un emplacement standard pour les données intégrées ; Acrobat Forms JavaScript Object Specification Version 4.05. | 5.0                            |
| 1.5                         | Fourth         | 2003                | JPEG 2000; prise en charge améliorée de l'intégration et de la lecture de contenus multimédias ; flux d'objets ; flux de référence croisée ; Format de Données de Formulaires XML (XFDF) pour la soumission de formulaires interactifs (a remplacé le format XML dans le PDF 1.4) ; prise en charge de formulaires, d'éléments de texte enrichi et d'attributs basés sur l'Architecture de Formulaires XML (XFA) 2.02 d'Adobe (qui définit uniquement des formulaires XFA statiques) ; gestionnaires de sécurité à clé publique utilisant PKCS#7 (introduit dans le PDF 1.3 mais non documenté dans la Référence jusqu'au 1.5), chiffrement à clé publique, autorisations, signatures de droits d'utilisation (UR) (ne nécessite pas de chiffrement de document), PKCS#7 avec SHA-1, RSA jusqu'à 4096 bits ; le gestionnaire de sécurité peut utiliser ses propres algorithmes de chiffrement et de déchiffrement ; sections de document pouvant être sélectivement visualisées ou masquées par les auteurs ou les lecteurs pour des éléments tels que des dessins CAO, des œuvres en couches, des cartes et des documents multilingues ; Présentations Alternatives - le seul type est diaporama - invoquées au moyen d'actions JavaScript (Adobe Reader prend en charge uniquement SVG 1.0) ; Référence du Scripting JavaScript d'Acrobat, Version 6.0 ; prise en charge de la suppression de MS Windows 98. | 6.0                            |
| 1.6                         | Fifth          | 2004                | Œuvres d'art en 3D, par exemple, prise en charge du format de fichier 3D universel ; incorporation de polices OpenType ; prise en charge des éléments et des attributs de texte enrichi de XFA 2.2 (XFA 2.1 et 2.2 définissent par exemple les fonctionnalités suivantes : formulaires XFA dynamiques, signatures numériques XML du W3C pour XFA, prise en charge XFA pour les services Web, opérations SOAP XFA 'doc-literal' sur HTTP, le WSDL du service Web définit les opérations de liaison SOAP, etc.) ; chiffrement AES ; PKCS#7 avec SHA256, DSA jusqu'à 4096 bits ; espaces colorimétriques NChannel ; support supplémentaire pour les pièces jointes de fichiers intégrées, y compris la liaison entre documents vers et depuis des fichiers intégrés ; améliorations et clarifications des signatures numériques liées aux droits d'utilisation et aux signatures de détection et de prévention des modifications ; Référence du Scripting JavaScript d'Acrobat, Version 7.0. | 7.0                            |
| 1.7 (ISO 32000-1:2008)      | Sixth          | 2006                | Présentation accrue des œuvres d'art en 3D ; éléments et attributs de texte enrichi de XFA 2.4 ; plusieurs pièces jointes de fichiers (collections portables) ; exigences documentaires pour une application PDF destinée aux consommateurs ; PKCS#7 avec SHA384, SHA512 et RIPEMD160 ; Référence de l'API JavaScript pour Acrobat Version 8.0 (documentation des objets, propriétés et méthodes des extensions JavaScript pour Adobe Acrobat Professional, Acrobat Standard et Adobe Reader). | 8                              |
| 1.7 Adobe Extension Level 1 |                | 2008                | XFA 2.5 (Niveau d'extensions 1) et XFA 2.6 (Niveau d'extensions 2) (XFA 2.6 définit, par exemple, les fonctionnalités suivantes : soumission sécurisée XFA, nouveau profil - XFA Foreground (XFAF) - chaque page du formulaire XFA superpose un arrière-plan PDF, etc.). | 8.1                            |
| 1.7 Adobe Extension Level 3 |                | 2008                | Chiffrement AES 256 bits ; incorporation des ensembles de données XFA dans un fichier PDF/A-2 conforme ; amélioration de l'attachement des applications Adobe Flash (SWF), vidéo (y compris la vidéo Flash avec H.264), audio et autres contenus multimédias, pont de script bidirectionnel entre le lecteur Flash et les applications conformes, le fichier SWF de navigation peut être chargé en tant que module Adobe Flex 2 ou en tant que SWF ordinaire ; conventions de texte enrichi XFA 2.5 et 2.6, XFA 2.7 et 2.8 (XFA 2.7 et 2.8 définissent, par exemple, les fonctionnalités suivantes : politique d'authentification pour les services Web, soumission via WSDL/SOAP, polices de caractères définies par le type de paramètres régionaux, etc.). | 9                              |
| 1.7 Adobe Extension Level 5 |                | 2009                | XFA 3.0 | 9.1                            |
| 1.7 Adobe Extension Level 6 |                | 2009                | XFA 3.1 | 9.1                            |
| 1.7 Adobe Extension Level 8 |                | 2011                | XFA 3.3 (par exemple, intégration Flash/SWF dans XFA), AES-256 gestion de mot de passe différente de celle du Niveau d'Extensions 3, en raison d'une faiblesse dans l'algorithme de vérification des mots de passe. La spécification n'a pas été publiée jusqu'à novembre 2014. | X (10)                         |

Adobe a affirmé qu'il n'avait pas produit de référence PDF 1.8. Les versions futures de la spécification PDF seront désormais élaborées par les comités techniques de l'ISO. Toutefois, Adobe a continué de publier des documents spécifiant les fonctionnalités étendues propriétaires pour le format PDF, allant au-delà de la norme ISO 32000-1 (PDF 1.7), qui sont prises en charge dans ses nouveaux produits. Cela repose sur les fonctionnalités d'extensibilité du PDF, telles que documentées dans l'annexe E de la norme ISO 32000-1.
Les spécifications du PDF sont rétrocompatibles. La spécification PDF 1.7 englobe toutes les fonctionnalités précédemment documentées dans les spécifications Adobe PDF pour les versions 1.0 à 1.6. Même si Adobe a retiré certaines fonctionnalités du PDF de sa norme, celles-ci ne sont pas incluses dans la norme ISO 32000-1. Certaines de ces fonctionnalités sont désignées comme obsolètes.

## Normalisation ISO
Le 29 janvier 2007, Adobe a fait savoir qu'il partagerait la spécification complète du Portable Document Format 1.7 avec l'American National Standards Institute (ANSI) et l'Enterprise Content Management Association (AIIM), en vue de sa publication par l'Organisation internationale de normalisation (ISO). À la suite de cette transition, l'ISO est devenu le producteur des versions ultérieures de la spécification PDF au-delà de la version 1.7, avec Adobe agissant en tant que l'un des membres du comité technique de l'ISO.
Les normes ISO pour les "PDF complets" sont publiées sous le numéro officiel ISO 32000. L'expression "PDF complet" signifie que ces normes ne représentent pas simplement un sous-ensemble de la spécification Adobe PDF. Dans le cas de la norme ISO 32000-1, le PDF complet englobe tout ce qui est défini dans la spécification PDF 1.7 d'Adobe. Toutefois, Adobe a introduit par la suite des extensions qui ne font pas partie de la norme ISO. De plus, il existe des fonctionnalités propriétaires dans la spécification PDF, qui sont uniquement référencées en tant que spécifications externes. Ces éléments ont été éliminés dans la version PDF 2.0, qui ne comporte aucune technologie propriétaire.
| Version                 | Année de publication | Nouvelle fonctionnalité |
| ----------------------- | -------------------- | --- |
| 1.7 (ISO 32000-1:2008)  | 2008                 | La norme ISO ISO 32000-1:2008 et Adobe PDF 1.7 sont techniquement cohérentes. |
| 2.0 (ISO 32000-2:2017)  | 2017                 | Suppression de tous les éléments propriétaires, mise à jour, enrichissement et clarification de la documentation et mise en place de règles plus strictes. PDF 2.0 inclut également de nombreuses nouvelles fonctionnalités. |
| 2.0 (ISO 32000-2:2020), | 2020                 | Clarifications, corrections et mises à jour critiques des références normatives. |

Les documents PDF conformes à la norme ISO 32000-1 arborent le numéro de version PDF 1.7. Les documents intégrant des fonctionnalités étendues d'Adobe conservent toujours le numéro de version de base PDF 1.7, mais ils incluent également une indication de l'extension employée lors de la création du document.
Les documents PDF conformes à la norme ISO 32000-2 portent le numéro de version PDF 2.0 et sont familiers aux développeurs sous l'appellation de "documents PDF 2.0".

### ISO 32000-1:2008 (PDF 1.7)
La documentation finale révisée pour le PDF 1.7 a été approuvée par le comité technique ISO 171 en janvier 2008 et a été publiée sous le nom de ISO 32000-1:2008 le 1er juillet 2008, avec le libellé "Gestion de documents – Format de document portable – Partie 1 : PDF 1.7".
ISO 32000-1:2008 est la première norme ISO pour les PDF complets. Les normes ISO PDF antérieures (PDF/A, PDF/X, etc.) sont des sous-ensembles conçus pour des utilisations plus spécialisées. ISO 32000-1 englobe toutes les fonctionnalités précédemment documentées dans les spécifications Adobe PDF pour les versions 1.0 à 1.7. Adobe a éliminé certaines fonctionnalités de versions antérieures du PDF, et ces fonctionnalités ne sont pas non plus présentes dans le PDF 1.7.

### ISO 32000-2: 2020 (PDF 2.0)
En décembre 2020, la deuxième version du PDF 2.0, ISO 32000-2:2020, a été diffusée, intégrant des précisions, des corrections et des mises à jour essentielles concernant les références normatives. L'ISO 32000-2 n'incorpore aucune technologie propriétaire en tant que référence normative.

### ISO TC 171 SC 2 GT 8
Établi en 2008 dans le but de standardiser la référence du PDF en tant que norme ISO, le groupe de travail 8 de l'ISO TC 171 SC 2 se réunit habituellement deux fois par an, rassemblant des membres provenant d'au moins quinze pays en personne. La participation par téléconférence est également possible.

### Autres sous-ensembles standardisés de PDF
La PDF Association a publié une sous-ensemble de PDF 2.0 appelé PDF/raster 1.0 en 2017. PDF/raster est conçu pour le stockage, le transport et l'échange de documents d'images raster de plusieurs pages, en mettant particulièrement l'accent sur les documents numérisés.